# Республіка Македонія на літніх Олімпійських іграх 2016
Македонія на літніх Олімпійських іграх 2016 в Ріо-де-Жанейро була представлена шістьма спортсменами (2 чоловіками та 4 жінками) в чотирьох видах спорту: легка атлетика, дзюдо, стрільба та плавання. Прапороносцем на церемонії відкриття була плавчиня Анастасія Богдановскі. 
Республіка Македонія вшосте взяла участь у літніх Олімпійських іграх. Жодної медалі олімпійці Македонії не завоювали.

## Спортсмени
| Вид спорту     | Чоловіки | Жінки | Всього |
| -------------- | -------- | ----- | ------ |
| Легка атлетика | 1        | 1     | 2      |
| Дзюдо          | 0        | 1     | 1      |
| Стрільба       | 0        | 1     | 1      |
| Плавання       | 1        | 1     | 2      |
| Усього         | 2        | 4     | 6      |

## Дзюдо
| Спортсмен          | Категорія       | 1/64                              | 1/32               | 1/16               | Чвертьфінал        | Півфінал           | Втішний раунд      | Фінал / ББ         | Фінал / ББ |
| Спортсмен          | Категорія       | Суперник Результат                | Суперник Результат | Суперник Результат | Суперник Результат | Суперник Результат | Суперник Результат | Суперник Результат | Місце      |
| ------------------ | --------------- | --------------------------------- | ------------------ | ------------------ | ------------------ | ------------------ | ------------------ | ------------------ | ---------- |
| Катерина Ніколоска | до 63 кг, жінки | Бюшра Катіпоглу (TUR) L 000–000 S | не пройшла         | не пройшла         | не пройшла         | не пройшла         | не пройшла         | не пройшла         | не пройшла |

## Легка атлетика
| Спортсмен    | Дисципліна               | Кваліфікація/ гіт | Кваліфікація/ гіт | Чвертьфінал | Чвертьфінал | Півфінал   | Півфінал   | Фінал      | Фінал      |
| Спортсмен    | Дисципліна               | Результат         | Місце             | Результат   | Місце       | Результат  | Місце      | Результат  | Місце      |
| ------------ | ------------------------ | ----------------- | ----------------- | ----------- | ----------- | ---------- | ---------- | ---------- | ---------- |
| Рісте Пандев | 100 м, чоловіки          | 10.72             | 1 Q               | 10.71       | 9           | не пройшов | не пройшов | не пройшов | не пройшов |
| Дріта Ісламі | 400 м з бар'єрами, жінки | 1:01.18           | 7                 | Н/Д         | Н/Д         | не пройшла | не пройшла | не пройшла | не пройшла |

## Плавання
|                       | Спортсмен            | Дисципліна | Гіт   | Гіт        | Півфінал   | Півфінал   | Фінал      | Фінал |
| Час                   | Спортсмен            | Дисципліна | Місце | Час        | Місце      | Час        | Місце      |       |
| --------------------- | -------------------- | ---------- | ----- | ---------- | ---------- | ---------- | ---------- | ----- |
| Марко Блажевскі       | 200 м комплексом     | 2:02.54    | 26    | не пройшов | не пройшов | не пройшов | не пройшов |       |
| Анастасія Богдановскі | 200 м вільним стилем | 2:00.52 NR | 33    | не пройшла | не пройшла | не пройшла | не пройшла |       |

## Стрільба
| Спортсмен    | Дисципліна                         | Кваліфікація | Кваліфікація | Фінал      | Фінал      |
| Спортсмен    | Дисципліна                         | Бали         | Місце        | Бали       | Місце      |
| ------------ | ---------------------------------- | ------------ | ------------ | ---------- | ---------- |
| Ніна Балабан | пневматична гвинтівка, 10 м, жінки | 407.7        | 42           | не пройшла | не пройшла |